# Torrente Tirino (Forra) - Monte Ferrante
Torrente Tirino (Forra) - Monte Ferrante este o arie protejată (arie specială de conservare — SAC, sit de importanță comunitară — SCI) din Italia întinsă pe o suprafață de 145 ha, integral pe uscat.

## Localizare
Centrul sitului Torrente Tirino (Forra) - Monte Ferrante este situat la coordonatele 41°42′26″N 14°17′33″E / 41.707222°N 14.2925°E.

## Înființare
Situl Torrente Tirino (Forra) - Monte Ferrante a fost declarat sit de importanță comunitară în septembrie 1995 pentru a proteja 1 specie de plante și 17 specii de animale. Situl a fost protejat și ca arie specială de conservare în martie 2017.

## Biodiversitate
Situată în ecoregiunea mediteraneană, aria protejată conține 2 habitate naturale: Păduri termofile cu Fraxinus angustifolia, Galerii de Salix alba și de Populus alba.
La baza desemnării sitului se află mai multe specii protejate:
- plante (1): Himantoglossum adriaticum
- păsări (12): șorecarul comun (Buteo buteo), șerpar (Circaetus gallicus), erete vânăt (Circus cyaneus), porumbel de scorbură (Columba oenas), ciocănitoare pestriță mare (Dendrocopos major), presură de grădină (Emberiza hortulana), șoim călător (Falco peregrinus), muscar-gulerat (Ficedula albicollis), sfrâncioc roșiatic (Lanius collurio), gaia roșie (Milvus milvus), viespar (Pernis apivorus), sturzul de vâsc (Turdus viscivorus)
- mamifere (4): lupul (Canis lupus), liliacul mare cu potcoavă (Rhinolophus ferrumequinum), liliacul mic cu potcoavă (Rhinolophus hipposideros), urs brun (Ursus arctos)
- nevertebrate (1): Cordulegaster trinacriae

Pe lângă speciile protejate, pe teritoriul sitului au mai fost identificate 8 specii de plante.